# تبادل فلزي
التبادل الفلزي (ملاحظة 1) هو تفاعل في الكيمياء العضوية الفلزية يتضمن حدوث انتقال متبادل بين ربيطات فلز إلى آخر.
يمكن وصف العملية بالتفاعل العام التالي:
{\displaystyle \mathrm {[M]{-}R+[M^{1}]{-}R^{1}\longrightarrow [M]{-}R^{1}+[M^{1}]{-}R} }
يكون هذا التفاعل مفضلاً من الناحية الديناميكية الحرارية اعتماداً على قيم كهرسلبية الفلز؛ أما من الناحية الحركية الكيميائية للتفاعل فإن التفاعل يكون مفضلاً عندما توجد مدارات ذرية فارغة عند كلا الفلزين.
تتنشط الرابطة الكيميائية بين الكربون والفلز خلال عملية التبادل الفلزي، مما يؤدي إلى تشكل روابط كربون-فلز جديدة.